# Церква Успіння Пресвятої Богородиці (Добропілля)
Церква Успіння Пресвятої Богородиці (Церква Стрітення Господнього) — найдавніший збережений і діючий храм Добропільського району. Будівля храму найстаріша збережена будівля в селі Добропілля Покровського району.

## Історія
У 1856 році на кошти поміщика Олексія Андрійовича в селі Добропілля була побудована церква Стрітення Господнього. Храм складений з тесаного каменю і має складну конструкцію. Церкву кілька разів добудовували і перебудовували. Так під будівлею церкви було вирито підвальне приміщення, в якому розташовувався паровий котел, за допомогою якого опалювалося будівля церкви. На південний схід від будівлі церкви була зведений склеп, який була родовою усипальницею родини Янченко.
Капітал церкви за відомостями 1908 року становив 2101 рубль 80 копійок, а капітал причта — 400 рублів. Службу в храмі служив священик і дяк, дяк за службу отримував 98 рублів і мав право користуватися квартирою від сільської громади.
За церквою стежили як поміщики так і жителі села.
З приходом до влади більшовиків церкву закрили, частково перебудували і використовували як госп споруду.
Храм був знову відкритий з проголошенням Незалежності України.

## Служителі

### Священики
- Олексій Кашкадамов -1901-1902.
- Михайло Павлович Капустін — 1903—1908.
- Микола Іванович Дідик — 1910—1915.
- Дмитро Андрієвський — 1917.